# CS-143
La CS-143 (Carretera Secundària 143) és una carretera de la Xarxa de Carreteres d'Andorra, que comunica la CS-142 a l'altura de la Collada de la Gallina amb el Mas d'Alins. També és anomenada Carretera del Mas d'Alins.
Segons la codificació de carreteres d'Andorra aquesta carretera correspon a una Carretera Secundària, és a dir, aquelles carreteres què comuniquen una Carretera General amb un poble o zona.
Aquesta carretera és d'ús local ja què només l'utilitzen los veïns de les poblacions que recorre.
La carretera té en total 2,6 quilòmetres de recorregut.

## Història
Creada l'any 2007, a partir de la CS-142 què se li restà el tram de la Carretera del Mas d'Alins ara CS-143.

## Recorregut[3]
- CS-142
- Les Pardines
- Mas d'Alins
- Església de Sant Esteve de Mas d'Alins

| Tipus de Sortida | Direcció de la sortida                 | Carretera que hi enllaça |
| ---------------- | -------------------------------------- | ------------------------ |
| CS-143           | Borda del Gastó                        | CS-142                   |
|                  | Les Pardines                           | Camí                     |
|                  | Mas d'Alins                            |                          |
|                  | Església de Sant Esteve de Mas d'Alins |                          |